# Zandachuugiin Enchbold

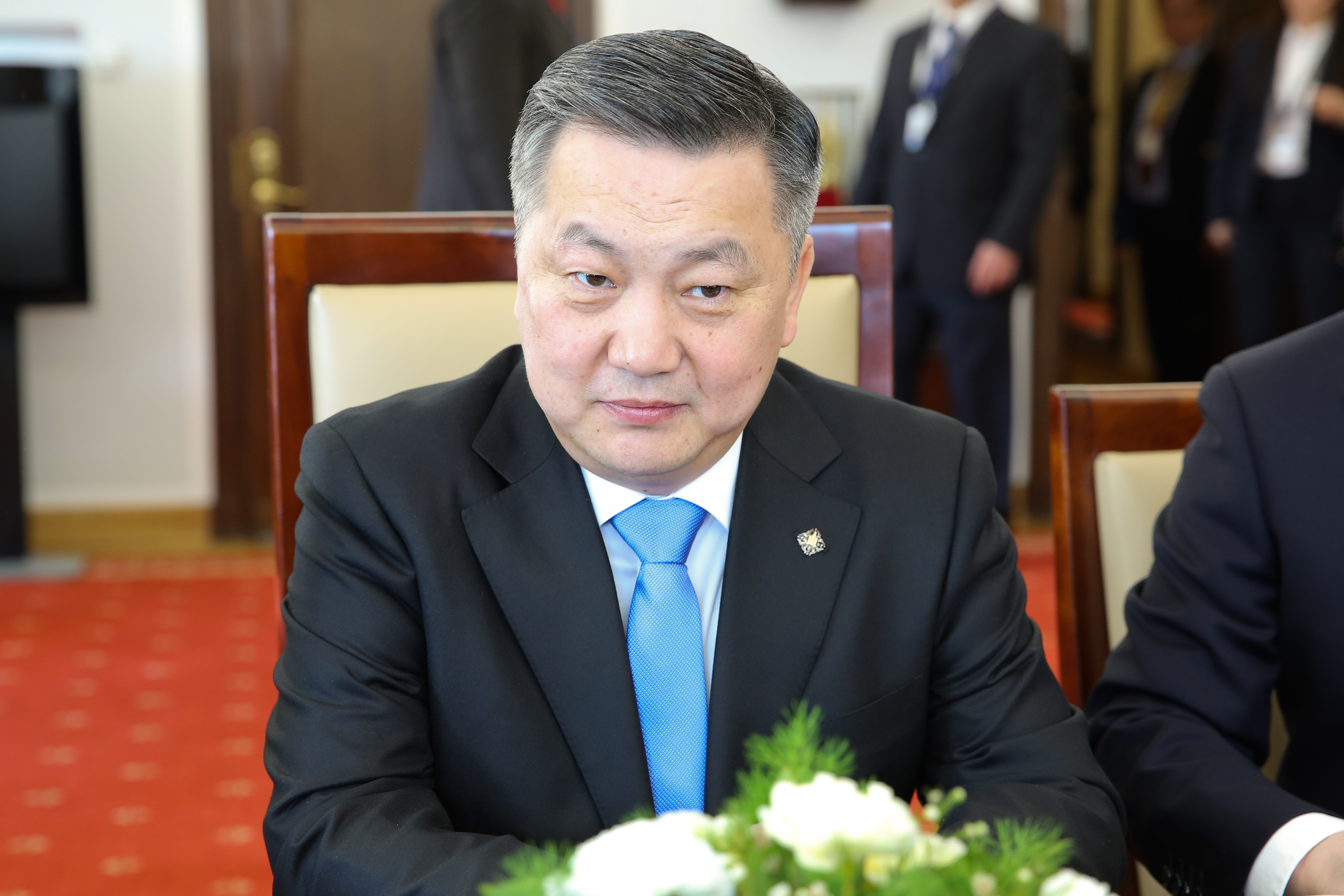
Zandachuugiin Enchbold

Zandachuugiin Enchbold (* 23. Mai 1966) war von 2012 bis 2016 Vorsitzender des Großen Staats-Chural (Parlament) der Mongolei.

## Leben
Von 1984 bis 1989 wurde er an der Ural State University in Russland als Elektroingenieur mit Schwerpunkt Automatisierung und Telemetrie ausgebildet.  Er erwarb 1996 einen Abschluss in Jura an der Nationaluniversität der Mongolei und promovierte 2004 an der University of Denver. Er wurde für die Demokratische Partei in das Parlament gewählt.
Bei den Wahlen im Juni 2016 trat er nicht mehr an.